# Consell departamental de Valclusa

Logo del Consell General

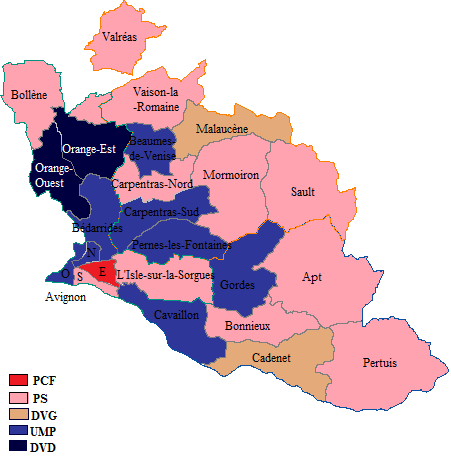
Color polític dels cantons del Departament

El consell departamental de Valclusa (en occità Conselh departamental de Vauclusa, en francès conseil départemental de Vaucluse) és l'assemblea deliberant executiva del departament francès de Valclusa, a la regió de Provença-Alps-Costa Blava.
La seu es troba a Avinyó i des de 2001 el president és Claude Haut (PS).

## Antics presidents
- Claude Haut (2001)
- Jacques Bérard (1998-2001)
- Régis Déroudilhe (1992-1998)
- Jean Garcis (1970-1992)
- Jules Niel (1951-1970)

## Composició
El març de 2008 el Consell General de Valclusa era constituït per 24 elegits pels 24 cantons de Valclusa.
| Partit                        | Sigles | Electes |
| ----------------------------- | ------ | ------- |
| Majoria (14 escons)           |        |         |
| Partit Socialista             | PS     | 11      |
| Partit Comunista              | PCF    | 1       |
| Divers Gauche                 | DVG    | 2       |
| Oposició (10 escons)          |        |         |
| Unió pel Moviment Popular     | UMP    | 8       |
| Lliga del Sud                 | LDS    | 2       |
| President del Consell General |        |         |
| Claude Haut (PS)              |        |         |